# Masakr na Kapiji
Masakr na Kapiji poznat i kao Zločin nad tuzlanskom mladošću je jedan od najtežih zločina počinjenih nad civilima Tuzle koji se dogodio 25. svibnja 1995. godine. Srpske snage su toga dana u 20:55 s Ozrena ispalile granatu na sastajalište mladih poznato kao Kapija.
Granata je ubila 71 građanina Tuzle, a ranila ih 150. Prosjek starosti poginulih bio je 24 godine.
Novak Đukić, bivši časnik Vojske Republike Srpske uhićen je u Banjoj Luci 7. studenog 2007. U vrijeme masakra Đukić bio je zapovjednik Taktičke grupe Ozren. Suđenje mu je započelo 11. ožujka 2008. godine. 12. lipnja 2009.,  Đukić je proglašen krivim i osuđen na zatvorsku kaznu u trajanju od 25 godina.

## Masakr
Između 25. svibnja i 28. svibnja 1995. godine na Tuzlu je ispaljeno više topničkih granata s položaja Vojske Republike Srpske (VRS) iz okolice sela Panjik na planini Ozren, oko 25 km zapadno od Tuzle. 25. svibnja 1995. (rođendan maršala Tita i dan mladosti u bivšoj Jugoslaviji) u 20:55 sati, na području grada zvanog Kapija eksplodirala je topovska granata kalibra 130 mm. Prouzrokovala je 71 žrtava i 240 ranjenih. Sve žrtve su bili civili, a većina je imala između 18 i 25 godina.  Gradonačelnik Tuzle Selim Bešlagić istog dana dao je izjavu Vijeće sigurnosti Ujedinjenih naroda nazivajući VRS "fašiste" i pozvavši "da se iz ljubavi prema Bogu i čovječanstvu konačno pređe na upotrebu sile" protiv položaja Bosanskih Srba NATO je 25. i 26. svibnja izveo zračne napade na skladišta municije VRS na Palama, nakon kršenja zona isključenja i bombaških napada na sigurnosna područja UN-a. 
Pogreb žrtava održala se četiri dana kasnije, u 4 ujutro, kako bi se izbjegla dalja bombardiranja. Pedeset i jedna od 71 žrtve je pokopana zajedno na ratnom groblju u parku.
Svibnja 2020., općina Tuzla otvorila je mali memorijalni muzej u blizini Kapije, u kojem je moguće prisjetiti se utvrđenih činjenica o masakru 25. svibnja 1995. godine i njegovih 71 žrtava, uključujući sve dokumente suđenja, zahvaljujući suradnji s Balkan Investigative Research Network.

## Suđenje
Novak Đukić, bivši časnik VRS-a, uhapšen je u Banjaluci 7. studenoga 2007. godine. U vrijeme napada Đukić je bio zapovjednik taktičke grupe Ozren. Suđenje na Sudu Bosne i Hercegovine počelo je 11. ožujka 2008. i 12. lipnja 2009. Đukić je proglašen krivim i osuđen na 25 godina zatvora. 10. rujna 2010. godine, apelacijski suci su odbacili Đukićeve žalbe kao neosnovane i potvrdili prvostipanjsku presudu u cijelosti.
Đukić je pušten na slobodu u veljači 2014. godine, nakon što je Ustavni sud Bosne i Hercegovine ukinuo brojne kazne zbog pogrešne primjene zakona (pitanje Maktoufa-Damjanovića ). U novom suđenju, u lipnju 2014. godine ponovo je osuđen na 20 godina zatvora.  Đukić je pobjegao u Srbiju i u njoj našao utočište, to jeste u zemlju čije je državljanstvo stekao. Potjernica za hapšenje izdata je u listopadu 2014. godine, bez uspjeha. Bosna i Hercegovina je stoga zatražila od Srbije da na osnovu protokola o pravosudnoj suradnji primjeni konačnu presudu protiv Đukića u Srbiji.
Saslušanja u Srbiji počela su tek u veljači 2016. Đukićeva obrana upotrijebila je taj novi postupak da tvrdi svoju nevinost i širivši povijesne revizionističke teze o masakru na Kapiji u Tuzli. Đukić je također odgodio suđenje ne učestvujući u raspravama zbog navodnih zdravstvenih razloga (bio je primljen na Vojnomedicinskoj akademiji). U 2018. godini su stručnjaci su odredili kako je Đukić privremeno onesposobljen, te je suđenje odgođeno za još godinu dana.
Prema interim mjerilima iz 2016. godine za 23. poglavlje pregovora o pridruživanju EU, Srbija mora „uključiti se u značajnu regionalnu suradnju i dobrosusjedske odnose u upravljanju ratnim zločinima, izbjegavajući sukobe nadležnosti i osiguravajući da se ratni zločini vodi bez ikakve diskriminacije. Sva se otvorena pitanja moraju potpuno riješiti."

## Povijesni revizionizam
2009. godine je premijer Republike Srpske, Milorad Dodik, tvrdio da je napad bio insceniran, dovodeći u pitanje i masakr na Markale u Sarajevu. Općina Tuzla je zbog ovih izjava podnijela prijavu protiv Dodika. Grad Sarajevo je isto tako podnio prijavu protiv Dodika zbog zloporabe vlasti i podsticanja na etničku, rasnu i vjersku mržnju. Visoki predstavnik za Bosnu i Hercegovinu je tim povodom izjavio da Dodik negira počinjene ratne zločine i da "kada te iskrivljene činjenice dolaze od službenika u položaju od visoke odgovornosti, službenika koji je dužan da se pridržava Dejtonskog mirovnog sporazuma i suradnje s Haškim tribunalom, onda su posebno neodgovorni i podrivaju ne samo institucije odgovorne za poštovanje vladavine zakona, već i kredibilitet samog pojedinca".
U ožujku 2019. godine, u intervjuu srpskom tabloidu  Večernje novosti , Đukić je rekao da „zaslužuje da njegovo ime ima na tuzlanskom spomeniku“ te optužio da je napad bombom izvršilo „sedam islamskih terorista“. Javni kanal Radio Televizije Republike Srpske (RTRS), koji je emitovao ove revizionističke izjave,  novčano je kažnjen sa 6.000 eura od strane Regulatorne agencije za komunikacije Bosne i Hercegovine zbog kršenja 'poštenja i nepristrasnosti'. RTRS je u svibnju 2019. ponovo ponovio ista revizionistička stajališta o nevinosti Đukića.  
U studenom 2019. Đukić je učestvovao promociji Tuzlanske kapije - insceniranom tragedijom, revizionističke priče Ilije Brankovića, u organizaciji Ministarstva obrane Srbije u kongresnoj sali Srpske vojske u Beogradu. Povjerenica Vijeće Europe za ljudska prava  Dunja Mijatović  kritizirala je promociju knjige i izjavila da "krivotvori činjenice vezane za zločin koji se u Bosni i Hercegovini dogodio 1995. godine". Promociju knjige osudio je i član Predsjedništva Bosne i Hercegovine Šefik Džaferović, predsjednica Odbora Europskog parlamenta za stabilizaciju i pridruživanje Srbije Evropskoj uniji Tanja Fajon i Srpska omladinska grupa Inicijativa mladih za ljudska prava. Knjiga je ponovo promovirana u Kruševcu 17. siječnja 2020. godine i Kraljevu 20. veljače 2020. godine.

## Poginuli građani Tuzle
| \| Masakr na Kapiji – Tuzla 25.5.1995. godine 20:55[23] \| Masakr na Kapiji – Tuzla 25.5.1995. godine 20:55[23] \| Masakr na Kapiji – Tuzla 25.5.1995. godine 20:55[23] \| Masakr na Kapiji – Tuzla 25.5.1995. godine 20:55[23] \| \| ---------------------------------------------------- \| ---------------------------------------------------- \| ---------------------------------------------------- \| ---------------------------------------------------- \| \| \| \| \| \| \| Admir Alispahić \| Azur Vantić \| Jasenko Rosić \| Sandro Kalesić \| \| Adnan Beganović \| Damir Bojkić \| Jasminka Sarajlić \| Sanja Ćajić \| \| Adnan Hujdurović \| Damir Kurbašić \| Jelena Stojčić \| Selma Čaušević \| \| Adnan Saimović \| Edhem Sarajlić \| Lejla Atiković \| Selma Nuhanović \| \| Adrijana Milić \| Edin Hodžić \| Lejla Bučuk \| Senada Hasanović \| \| Ago Hadžić \| Edin Mehmedović \| Muri Fatušić \| Senahid Salamović \| \| Alem Hidanović \| Edina Ahmetašević \| Mustafa Vuković \| Sulejman Mehanović \| \| Alma Brguljak \| Edisa Memić \| Nedim Rekić \| Suzana Abuismail \| \| Almasa Ćerimović \| Elvir Murselović \| Nenad Marković \| Suzana Dušić \| \| Almir Jahić \| Elvis Alagić \| Nešet Mujanović \| Šaban Mustačević \| \| Amir Čekić \| Fahrudin Ramić \| Nihad Šišić \| Šemsa Hasičić \| \| Amir Đapo \| Franc Kantor \| Pera Marinović \| Vanja Kurbegović \| \| Amir Duzel \| Hamdija Hakić \| Petar Stjepanović \| Vesna Kurtalić \| \| Amira Mehinović \| Hasa Hrustanović \| Rajif Rahmani \| Zada Dedić \| \| Armin Šišić \| Ilinka Tadić \| Razija Dedović \| \| \| Asmir Bakalović \| Ilvana Bošnjaković \| Rusmir Ponjavić \| \| \| Asim Slijepčević \| Indira Borić \| Samir Cirak \| \| \| Azur Mujabašić \| Indira Okanović \| Samir Mujić \| i 4 neidentificirane osobe \| 1. 2. 3. 4. 5. 6. 7. 8. 9. 10. 11. 12. 13. 14. 15. 16. 17. 18. 19. 20. 21. 22. 23. - Masakr na Kapiji |                    |                   |                            |
| Masakr na Kapiji – Tuzla 25.5.1995. godine 20:55 |                    |                   |                            |
| |                    |                   |                            |
| Admir Alispahić | Azur Vantić        | Jasenko Rosić     | Sandro Kalesić             |
| Adnan Beganović | Damir Bojkić       | Jasminka Sarajlić | Sanja Ćajić                |
| Adnan Hujdurović | Damir Kurbašić     | Jelena Stojčić    | Selma Čaušević             |
| Adnan Saimović | Edhem Sarajlić     | Lejla Atiković    | Selma Nuhanović            |
| Adrijana Milić | Edin Hodžić        | Lejla Bučuk       | Senada Hasanović           |
| Ago Hadžić | Edin Mehmedović    | Muri Fatušić      | Senahid Salamović          |
| Alem Hidanović | Edina Ahmetašević  | Mustafa Vuković   | Sulejman Mehanović         |
| Alma Brguljak | Edisa Memić        | Nedim Rekić       | Suzana Abuismail           |
| Almasa Ćerimović | Elvir Murselović   | Nenad Marković    | Suzana Dušić               |
| Almir Jahić | Elvis Alagić       | Nešet Mujanović   | Šaban Mustačević           |
| Amir Čekić | Fahrudin Ramić     | Nihad Šišić       | Šemsa Hasičić              |
| Amir Đapo | Franc Kantor       | Pera Marinović    | Vanja Kurbegović           |
| Amir Duzel | Hamdija Hakić      | Petar Stjepanović | Vesna Kurtalić             |
| Amira Mehinović | Hasa Hrustanović   | Rajif Rahmani     | Zada Dedić                 |
| Armin Šišić | Ilinka Tadić       | Razija Dedović    |                            |
| Asmir Bakalović | Ilvana Bošnjaković | Rusmir Ponjavić   |                            |
| Asim Slijepčević | Indira Borić       | Samir Cirak       |                            |
| Azur Mujabašić | Indira Okanović    | Samir Mujić       | i 4 neidentificirane osobe |